# Nina e il potere dell'Absinthium
Nina e il potere dell'Absinthium è un romanzo per ragazzi della scrittrice veneziana Moony Witcher, sesto volume della serie La bambina della Sesta Luna pubblicato il 14 maggio 2014.

## Trama
Per guarire Roxy dalle ferite procuratele da uno dei Guerrieri di Karkon, Fiore e Dodo vanno nel passato, nel laboratorio dell'alchimista Tadino de Giorgis, per fabbricare la cura. I due bambini vengono attaccati dall'abate Sicurio Fastorio, un antenato di Karkon giunto come fantasma per aiutarlo insieme al marchese Ambero Colis Novi, ma riescono a fermarlo e a tornare nel presente sani e salvi. Intanto, Filo e Jolia tornano su Xorax e vengono sostituiti dal cavaliere Edoardo Del Gurone e dalla nobildonna Camostilla Cartuti Micondi, che hanno dei conti in sospeso con i nuovi fantasmi al fianco di Karkon. Nina riceve il Tenuerante, un medaglione che contiene l'Absinthium e che può usare una sola volta in un momento di estremo pericolo, ma, dovendo mantenere il segreto, lei e Cesco iniziano a litigare e l'attrazione che Nina sembra provare per Livio li separa ancora di più; contemporaneamente, Livio ruba l'Elisir di Vita di Karkon per diventare immortale. Nonostante i contrasti, Nina e Cesco devono collaborare per recuperare il 6 del Numero Aureo: mentre stanno per partire per il passato, però, Livio li attacca e li porta nel mondo dell'Alchimia del Buio, dove rimane solo con Nina e cerca di convincerla a passare dalla parte del male. Livio e Nina vengono improvvisamente attaccati da Karkon, che ha scoperto del furto dell'Elisir, e Livio viene ucciso dalla Porta del Kaos, mentre Nina si riunisce con Cesco al Partenone. Nina usa l'Absinthium per costringere l'arpia Celeno a rivelare che il 6 si trova nella punta della lancia della statua di Atena; poi, lei e Cesco fanno pace, mentre nel presente Sicurio e Ambero vengono sconfitti da Edoardo e Camostilla. Tornati a Venezia, Nina e Cesco scoprono che Roxy è guarita, ma Edoardo viene ucciso da alcune tarantole evocate da Karkon, lasciando a Nina i simboli di Sicurio Fastorio, cioè il pedone nero e alcune monete.

## Edizioni
- Moony Witcher, Nina e il potere dell'Absinthium, Giunti Editore, 2012, ISBN 978-88-09-79181-7.